# POLR2L
POLR2L‏ (RNA polymerase II subunit L) هوَ بروتين يُشَفر بواسطة جين POLR2L في الإنسان.